# Modell des Sonnensystems
Ein maßstabsgerecht verkleinertes Modell des Sonnensystems ist hilfreich, um die Größenverhältnisse und Distanzen der Objekte in unserem Sonnensystem zu veranschaulichen.
Bauliche Umsetzungen solcher Modelle sind mindestens einen, meistens mehrere Kilometer groß, da bei einem noch kleineren Maßstab die Modelle der Planeten zu klein werden, um sie mit bloßem Auge zu sehen. Die Modelle werden meist in Form von Wanderwegen angelegt, die „Planetenweg“, „Planetenwanderweg“ oder „Planetenlehrpfad“ genannt werden.

## Kategorisierung
Sonnensystemmodelle lassen sich nach folgenden Kriterien unterscheiden:
- Maßstab: maßstabsgerecht, Doppelmaßstab, Einzelmaßstab oder unmaßstäblich
- Abbildung: Die Entfernungen werden auf Luftlinie oder Wegstrecke bezogen.
- Beweglichkeit: feststehend oder beweglich

Maßstabsgerechte Modelle nutzen den gleichen Maßstab für Entfernungen und Durchmesser. Doppelmaßstäbliche Modelle nutzen unterschiedliche Größenverhältnisse für Entfernungen und Durchmesser, da Durchmesser im Vergleich zu den Entfernungen im Modell häufig extrem klein ausfallen. Einzelmaßstäbliche Modelle bilden entweder nur die Entfernungen oder nur die Durchmesser maßstabsgerecht ab, was z. B. bei künstlerisch umgesetzten Planetenwegstationen oder bei nebeneinander aufgereihten Himmelkörpermodellen der Fall ist.
Während Sichtverbindung zum Modell des Zentralgestirns in kleineren Modellen die Regel ist, verzichten größere Modelle manchmal darauf. Insbesondere Planetenwege setzen öfters auf die zurückgelegte Wegstrecke statt auf Luftlinienentfernung und sind manchmal sogar als Rundweg ausgelegt. Solche Modelle lassen sich nicht mit konzentrischen Kreisen überprüfen.
Einige mechanische Modelle dienen der Nachbildung der Bewegung der Himmelskörper; bei diesen spielt der Maßstab oft eine untergeordnete Rolle.

## Beispiel maßstabsgerechtes Modell
Ein Modell im Maßstab 1 : 1,4 Milliarden findet man mit Sonne und allen Planeten auf vielen Planetenwegen. Ein Fußgänger käme hier mit etwa der sechsfachen Lichtgeschwindigkeit voran, die hier nur 21,4 cm/s entspricht.
Alle folgenden Größen sind gerundet; für alle in Wirklichkeit mehr oder weniger schwankenden Abstände wurden mittlere Werte verwendet.
- Der Durchmesser der Sonne beträgt in diesem Modell 1 m.
- Der Planet Merkur befindet sich im Abstand von 41 m zur Sonne und hat einen Durchmesser von 3,5 mm.
- Der Planet Venus befindet sich im Abstand von 77 m zur Sonne und hat einen Durchmesser von 8,6 mm.
- Die Erde befindet sich im Abstand von 107 m zur Sonne und hat einen Durchmesser von 9,1 mm.
  - Der Erdmond befindet sich im Abstand von 27,5 cm zur Erde (nur etwas weniger als die Höhe eines Din-A4-Blatts mit 29,7 cm) und hat einen Durchmesser von 2,5 mm.
- Der Planet Mars befindet sich im Abstand von 163 m zur Sonne und hat einen Durchmesser von 4,9 mm.
  - Phobos befindet sich im Abstand von 6,7 mm zum Mittelpunkt des Mars.
  - Deimos befindet sich im Abstand von 16,8 mm zum Mittelpunkt des Mars.

Beide Marsmonde haben einen Durchmesser von etwa einem hundertstel Millimeter und wären somit für das bloße Auge nicht mehr sichtbar.
- Das größte Objekt im Asteroidengürtel, der Zwergplanet Ceres, befindet sich im Abstand von 296 m zur Sonne und hat einen Durchmesser von 0,7 mm.
- Der Planet Jupiter befindet sich im Abstand von 556 m zur Sonne und hat einen Durchmesser von 102 mm.
  - Durchmesser und Abstände der vier Galileischen Monde zum Mittelpunkt des Jupiters: 
 Io: 2,6 mm Durchmesser, 30 cm Abstand 
 Europa: 2,2 mm Durchmesser, 48 cm Abstand 
 Ganymed: 3,8 mm Durchmesser, 76,5 cm Abstand 
 Kallisto: 3,5 mm Durchmesser, 135 cm Abstand
  - Die 59 bis jetzt entdeckten weiteren Jupitermonde, die wesentlich kleiner als die Galileischen Monde und in diesem Modell kaum zu sehen sind, befinden sich im Abstand zwischen 9,1 cm und 21,4 m zum Mittelpunkt des Jupiters.
- Der Planet Saturn befindet sich im Abstand von 1019 m zur Sonne und hat einen Durchmesser von 86 mm.
  - Die Saturnringe: Der A-Ring hat einen äußeren Durchmesser von 193 mm und der B-Ring von 168 mm. Der äußerste Ring, der E-Ring, hat einen äußeren Durchmesser von knapp 700 mm.
  - Die sieben größten Saturnmonde und ihre Durchmesser und Abstände vom Saturnmittelpunkt: 
 Mimas 0,3 mm Durchmesser, 13,3 cm Abstand 
 Enceladus 0,4 mm Durchmesser, 17 cm Abstand 
 Tethys 0,75 mm Durchmesser, 21 cm Abstand 
 Dione 0,8 mm Durchmesser, 27 cm Abstand 
 Rhea 1,1 mm Durchmesser, 38 cm Abstand 
 Titan 3,7 mm Durchmesser, 87,5 cm Abstand 
 Iapetus 1,0 mm Durchmesser, 255 cm Abstand
  - Die 49 bis jetzt entdeckten weiteren Saturnmonde befinden sich im Abstand zwischen 9,6 cm und 17 m zum Mittelpunkt des Saturns und haben einen Durchmesser von maximal 0,2 mm. Einige von ihnen sind in diesem Maßstab mikroskopisch klein und sind mit bloßem Auge nicht mehr zu sehen.
- Der Planet Uranus befindet sich im Abstand von 2051 m zur Sonne und hat einen Durchmesser von 37 mm.
  - Die fünf größten Uranusmonde und ihre Durchmesser und Abstände vom Uranusmittelpunkt: 
 Miranda 0,4 mm Durchmesser, 9,3 cm Abstand 
 Ariel 0,8 mm Durchmesser, 13,7 cm Abstand 
 Umbriel 0,8 mm Durchmesser, 19 cm Abstand 
 Titania 1,1 mm Durchmesser, 33 cm Abstand 
 Oberon 1,1 mm Durchmesser, 41,6 cm Abstand
  - Die 22 bis jetzt entdeckten weiteren Uranusmonde befinden sich im Abstand zwischen 3,6 cm und 15 m zum Mittelpunkt des Uranus und haben einen Durchmesser von maximal 0,15 mm. Einige von ihnen sind in diesem Maßstab mikroskopisch klein und sind mit bloßem Auge nicht mehr zu sehen.
- Der Planet Neptun befindet sich im Abstand von 3213 m zur Sonne und hat einen Durchmesser von 35 mm.
  - Die drei größten Neptunmonde und ihre Durchmesser und Abstände vom Neptunmittelpunkt: 
 Proteus 0,3 mm Durchmesser, 8,5 cm Abstand 
 Triton 1,9 mm Durchmesser, 25,3 cm Abstand 
 Nereid 0,25 mm Durchmesser, 396 cm Abstand
  - Die 8 bis jetzt entdeckten weiteren Neptunmonde, befinden sich im Abstand zwischen 3,4 cm und 34,7 m zum Mittelpunkt des Neptuns und haben einen Durchmesser von maximal 0,15 mm. Einige von ihnen sind in diesem Maßstab mikroskopisch klein und sind mit bloßem Auge nicht mehr zu sehen.
- Der Zwergplanet Pluto befindet sich im Abstand von 4219 m zur Sonne und hat einen Durchmesser von 1,8 mm.
  - Die drei Plutomonde und ihre Durchmesser und Abstände vom Plutomittelpunkt: 
 Charon 0,8 mm Durchmesser, 13,8 mm Abstand 
 Nix 0,1 mm Durchmesser, 36 mm Abstand 
 Hydra 0,1 mm Durchmesser, 47 mm Abstand
- Der Zwergplanet Makemake (inoffiziell „Easterbunny“) befindet sich durchschnittlich im Abstand von 4907 m zur Sonne und hat einen Durchmesser von 1,3 mm.
- Der Zwergplanet Eris (inoffiziell „Xena“) befindet sich im Mittelmaß in einem Abstand von 14,1 km zur Sonne und hat einen Durchmesser von 1,8 mm.
  - Sein Mond Dysnomia befindet sich im Abstand von 23,7 mm von Eris und hat einen Durchmesser von 0,25 mm.

 Über das Sonnensystem hinaus 
- Der nächste Stern, Proxima Centauri (reale Entfernung: 4,24 Lichtjahre), hätte in diesem Modell einen Durchmesser von 14,4 cm und wäre 28.800 km entfernt.
- Die Milchstraße hätte in diesem Modell einen Durchmesser von 750.000.000 km. Dies ist fast der reale Abstand zwischen Sonne und Jupiter, oder der 5-fache Abstand Erde–Sonne.
- Der beobachtbare Teil des Universums hätte in diesem Modell einen Radius von fast 10 Lichtjahren. Dies ist mehr als die Entfernung zum Sirius.

 Andere Planetensysteme 
- Das Planetensystem mit den meisten Exoplaneten nach heutigem Kenntnisstand, Kepler-11 (mindestens 6 bestätigte Exoplaneten), wäre in diesem Modell 13,5 Millionen km von unserer Modellsonne entfernt. Der Stern Kepler-11 hätte hier einen Durchmesser von 1,1 m. Die Durchmesser der einzelnen Planeten lägen zwischen 18 mm (Kepler-11b) und 41 mm (Kepler-11e). Die Planeten wären von Kepler-11 zwischen 10 m (Kepler-11b) und 49 m (Kepler-11g) entfernt, wobei die 5 inneren Planeten innerhalb eines Abstandes von 27 m zum Zentralgestirn und damit innerhalb der Merkurbahn (41 m) im Vergleich mit unserem Sonnensystem lägen.
- Das Doppelsternsystem 55 Cancri mit fünf bestätigten Exoplaneten wäre in diesem Modell 276.000 km von unserer Modellsonne entfernt. Der Gelbe Zwerg 55 Cancri A hätte einen Durchmesser von 96 cm, sein Begleiter, der Rote Zwerg 55 Cancri B, läge in einem Abstand von 114 km und hätte einen Durchmesser von 30 cm. Der innerste Planet 55 Cancri e hätte einen Abstand von 170 cm, 55 Cancri b von 12 m, 55 Cancri c von 27 m, 55 Cancri f von 23 m und 55 Cancri d von 617 m zu 55 Cancri A, den die Planeten umkreisen.

## Begehbare Modelle
Das wahrscheinlich erste begehbare maßstabsgerechte Modell weltweit ist das ab 1960 gebaute Planetenmodell der Stadt Hagen am südöstlichen Rand des Ruhrgebiets (Maßstab 1 : 1 Milliarde).

Modelle in Bad Lippspringe
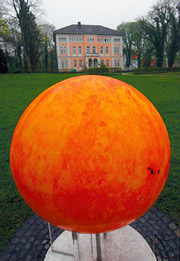
Sonne
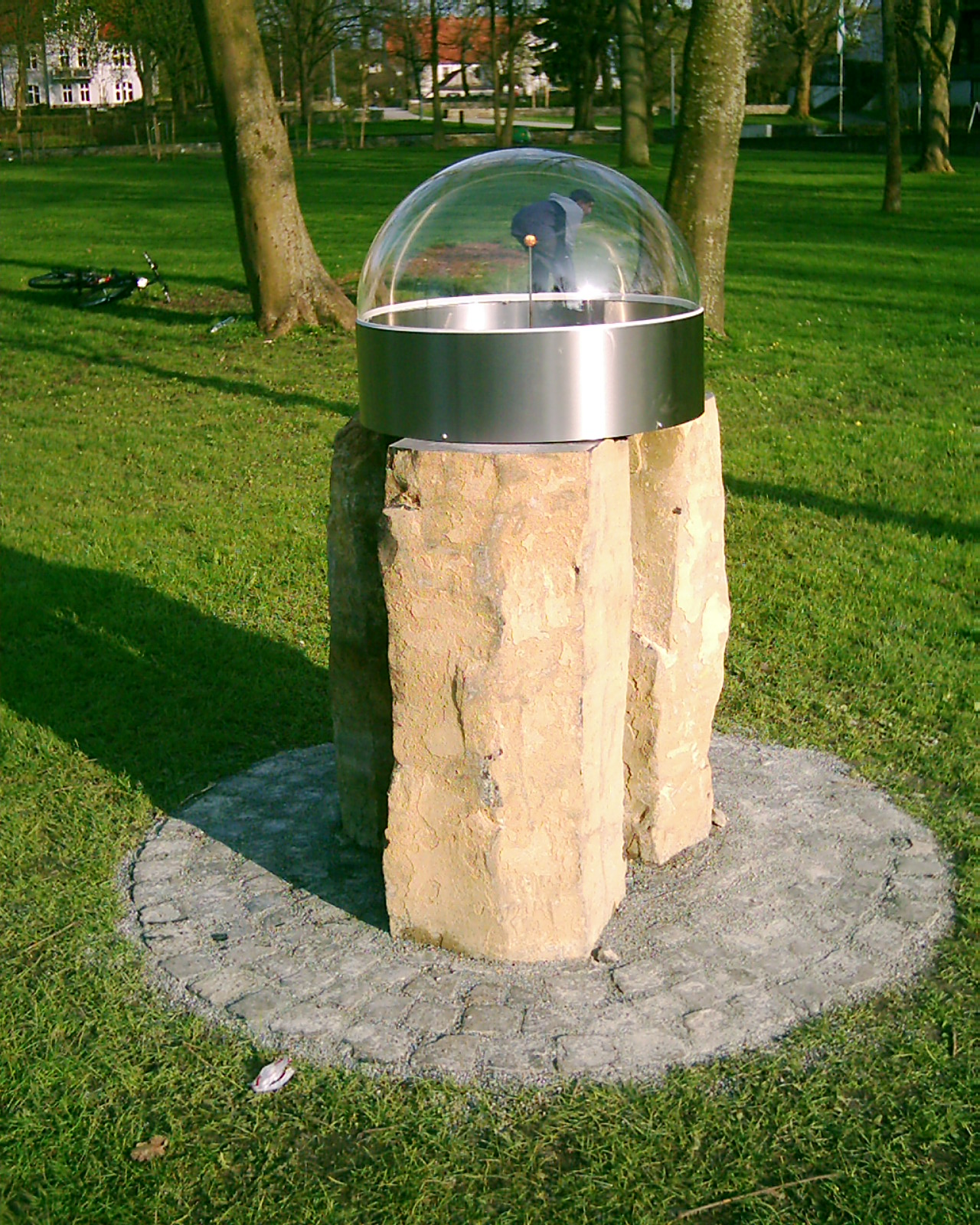
Merkur
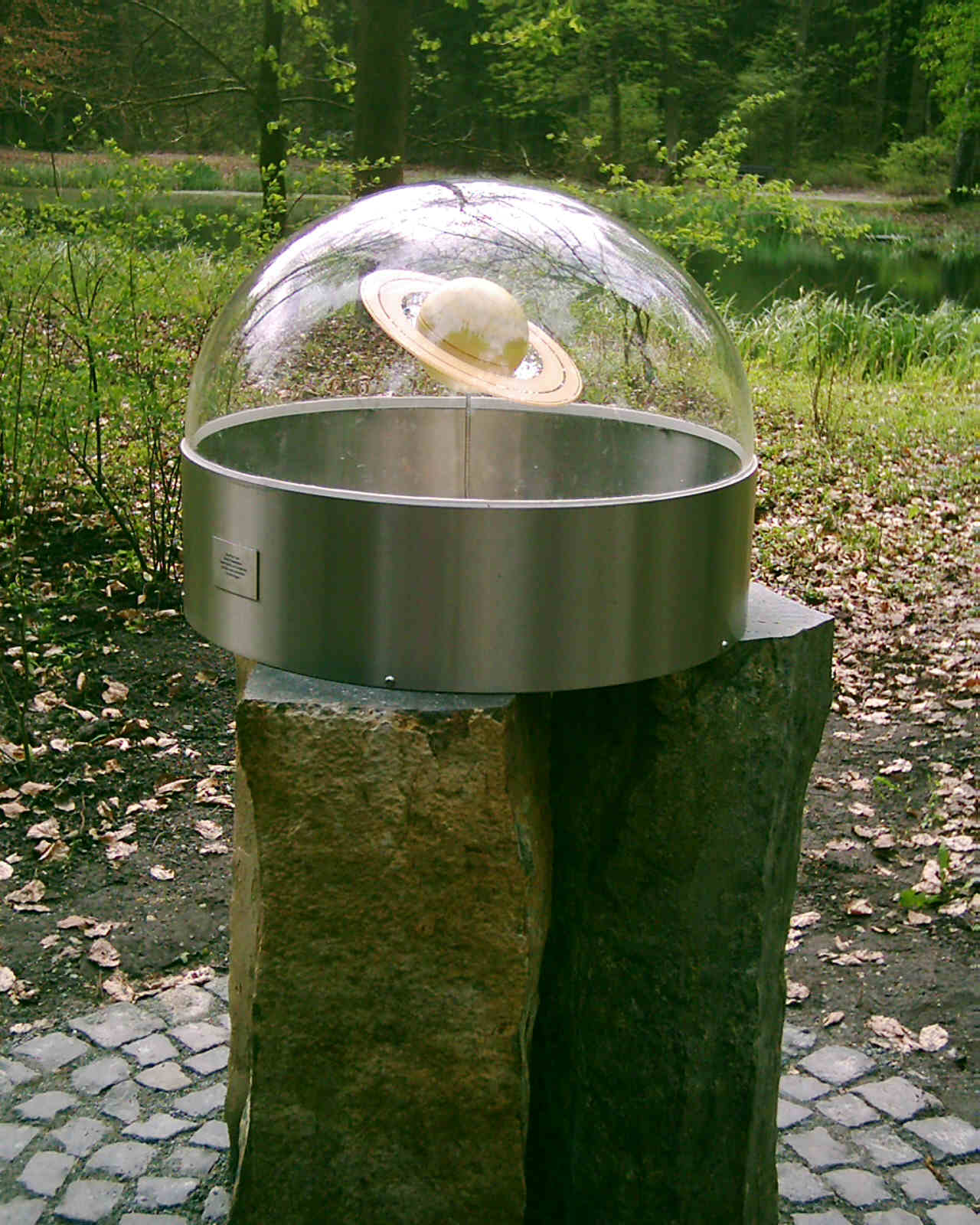
Saturn

Siehe auch: Planetenwege in Deutschland, Österreich, Schweiz.

## Scheinbare Größen der Objekte
Eine typische Eigenschaft maßstabsgerecht verkleinerter Modelle ist, dass die scheinbaren Größen der Objekte (d. h. die Sehwinkel, unter denen sie dem Betrachter erscheinen) gleich sind wie im Original. Das heißt, wenn man zum Beispiel neben dem Erdmodell steht und auf das Sonnenmodell schaut, sieht die Sonnenkugel gleich groß aus wie die reale Sonne, wie sie von der Erde aus gesehen am Himmel steht. Das gilt für den Maßstab 1 : 1,4 Milliarden (Durchmesser 1 m, 107 m Entfernung) genau so wie für den Maßstab 1 : 1 Milliarde (Durchmesser 1,39 m, 149,6 m Entfernung).
Diese Relationen ermöglichen es auch, die Beobachtungsleistungen und Entdeckungen der Astronomie angemessen zu würdigen: Die Neptunmonde Proteus und Nereid erscheinen am Nachthimmel so groß wie ein Staubkörnchen von rund 0,3 mm Durchmesser in 3 km Entfernung.

## Besonders große Modelle
Das Sweden Solar System ist das größte maßstäbliche Modell unseres Sonnensystems. Die Sonne wird durch die Globenarena in Stockholm, das vormals größte kugelförmige Gebäude der Welt, repräsentiert. Neptun ist in diesem Modell 229 km von der Sonne entfernt und hat einen Durchmesser von 2,5 Metern. Sein Modell steht in einem Park in Söderhamn. Es hat einen Maßstab von 1 : 19,6 Millionen.
Ein weiteres sehr großes maßstabsgerechtes Modell mit einem Maßstab von 1 : 91,7 Millionen befindet sich in Presque Isle im US-Bundesstaat Maine.

## Nicht maßstabsgerechte Modelle
Bei nicht maßstabsgerechten Modellen unseres Sonnensystems haben die Größen der Himmelskörper oder ihre Distanzen zueinander unterschiedliche Maßstäbe.
Auch die meisten Abbildungen des Sonnensystems in Büchern und Atlanten sind nicht maßstabsgerecht. Entweder werden in solchen Zeichnungen die Abstände zwischen den Bahnradien der Himmelskörper korrekt wiedergegeben, dann müssten die Planeten bei maßstabsgetreuer Darstellung zum Teil so klein sein, dass sie nur als Punkte wiedergegeben werden könnten. Oder die Größenverhältnisse der Himmelskörper werden in der Zeichnung korrekt wiedergegeben, dann sind ihre Abstände zueinander nicht maßstabsgerecht darstellbar.
Mechanische – und auch virtuelle – Umsetzungen solcher Modelle nennt man Orrery; wenn sie nur die Sonne, die Erde und den Mond umfassen, Tellurium.

## Videos
- Wie groß ist das Universum? aus der Fernseh-Sendereihe alpha-Centauri (ca. 14 Minuten).